# 沙盲

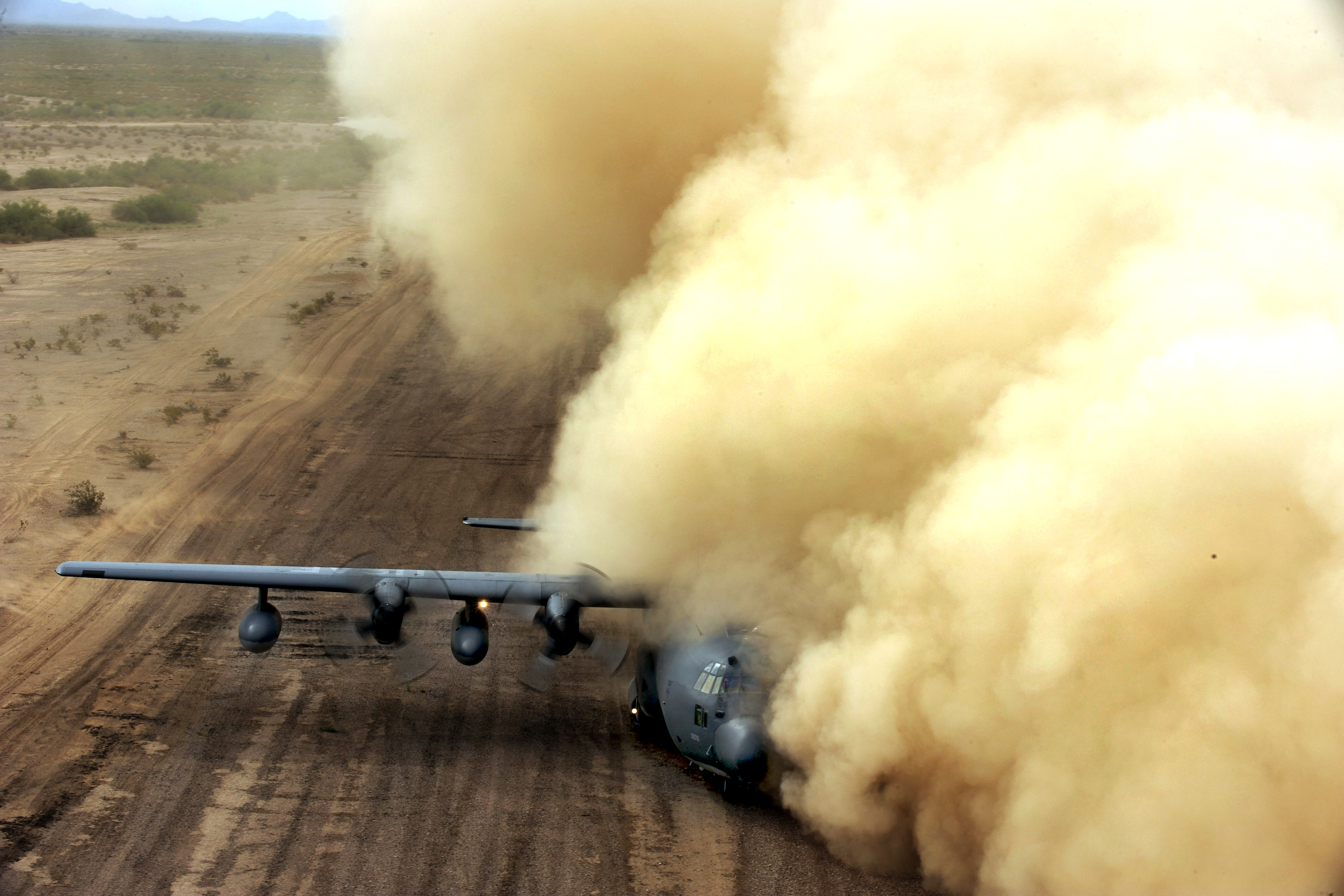
一架HC-130 大力神在一條沙地跑道上陷入沙盲狀態。

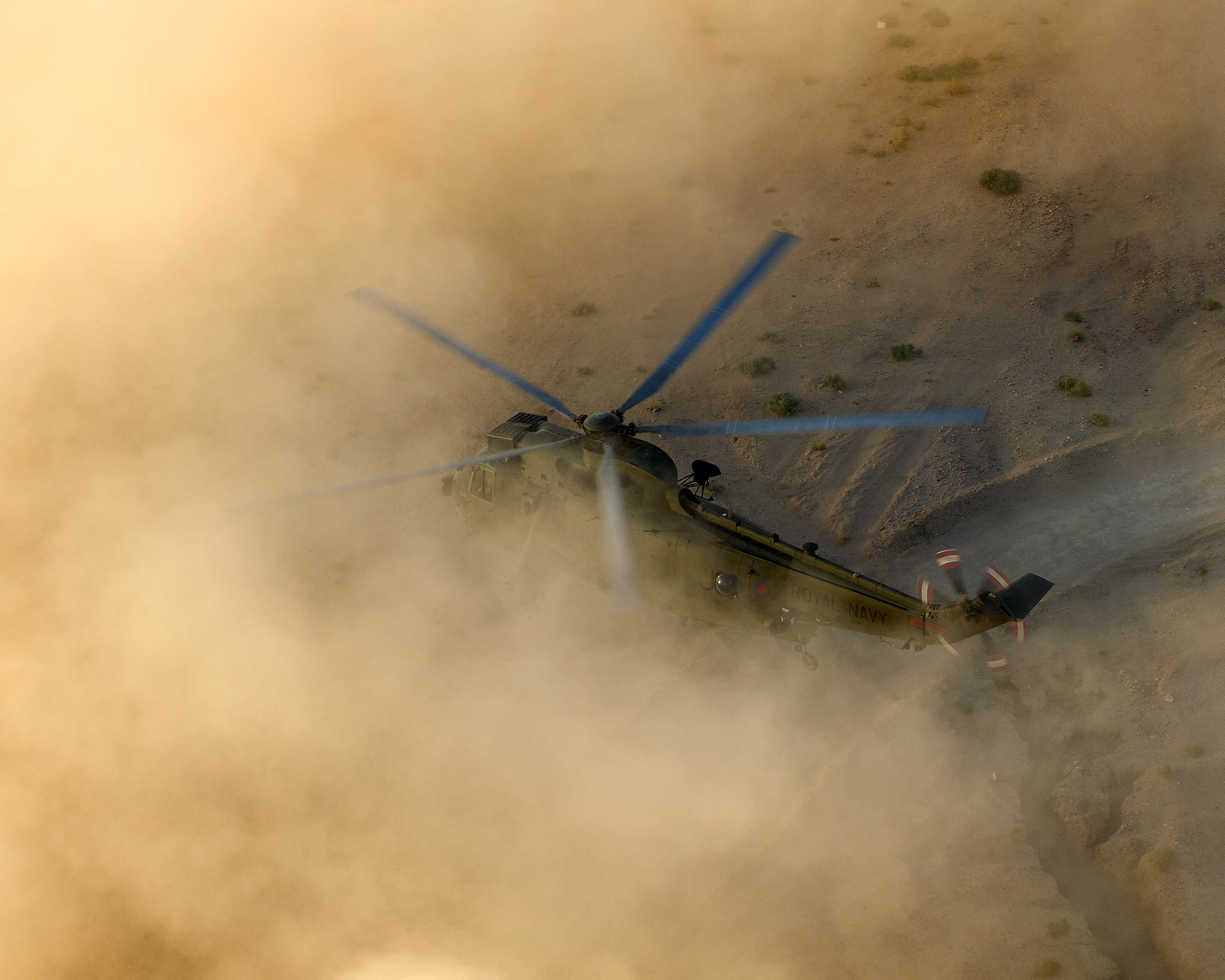
隸屬於845 NAS的海王直升機於2013年約旦沙漠中的演習。

從CH-47契努克的下降氣流揚起的沙塵雲導致的沙盲。

在航空領域，所謂的「沙盲」（brown-out）是指飛行過程中因揚起的塵埃顆粒造成的能見度障礙。
在沙盲的狀況下，飛行員在視覺上難以看到接近地表處所需的外部輔助目標物。 這可能會導致空間定向障礙而無法掌握情況並導致事故發生。 飛行員著陸時遇到沙盲，比擬這種狀況就像是閉著眼睛去做路邊停車一樣困難。

## 詳細說明
沙盲容易導致直升機在乾旱沙漠地區著陸和起飛時發生事故。 在近地飛行階段，直升機旋翼的下沉氣流會擾動並造成劇烈又能見度差的粉塵雲，可能導致飛機和地面障礙物碰撞，或由於傾斜和不平坦的地形導致動態側翻，進而造成重大飛安風險。 在近幾年（自2005年起）的軍事行動中，沙盲對直升機造成的危害已經比其他威脅總和還多。
有幾個因素會影響到沙盲發生的機率與嚴重性：
- 旋翼的翼面負載
- 旋翼的配置
- 土壤成分
- 風
- 接近時的速度與角度

避免沙盲導致意外的對策：
- 著陸點的準備措施
- 飛行員的技巧
- 合成視覺系統[7]
- 具備改良過符號標示的升級型水平狀態指示器[8]
- 空氣動力學，例如 AgustaWestland EH101 機型的旋翼末端上的翼型設計（winged-tip）[9]
- 透過感測器衍生出的姿態與方向資料非視覺型指示器，例如 Tactile Situational Awareness Systems (TSAS) 透過觸感的方式提供飛行員相關資訊。